# Dorothy Shepherd-Barron
Dorothy Shepherd-Barron (n. 24 noiembrie 1897, Beighton⁠(d), Broadland, Anglia, Regatul Unit al Marii Britanii și Irlandei – d. 20 februarie 1953, Melbourn⁠(d), South Cambridgeshire, Anglia, Regatul Unit) a fost o jucătoare de tenis ce a reprezentat Regatul Unit al Marii Britanii și al Irlandei de Nord, medaliată olimpică. A participat la o ediție a Jocurilor Olimpice (1924) în care a câștigat o medalie de bronz.

## Participări
Lista de mai jos prezintă principalele competiții la care a participat Dorothy Shepherd-Barron de-a lungul carierei.
- double dames de tennis aux Jeux olympiques d'été de 1924[*]